# 최성민 (축구 선수)
최성민(1991년 8월 20일 ~ )은 대한민국의 축구 선수이며 포지션은 수비수이다.